# Laatatra
Laatatra  (in arabo لعطاطرة‎?) è un centro abitato e comune rurale del Marocco situato nella provincia di Sidi Bennour, regione di Casablanca-Settat. Conta una popolazione di 17 593 abitanti (censimento 2014).